# 中國貳 - 永恆帝國
《中國貳 - 永恆帝國》是貳碼科技（今達博網路）開發的一款回合制戰略遊戲，於2002年9月發售，2003年10月9日推出資料片《中國貳 - 聯合國之章》。

## 遊戲內容
《中國貳》是一款回合制戰略遊戲，玩家在遊戲中擔任一個民族的領袖，帶領民族建立帝國，征服全球。遊戲內有30個可選民族，資料片增加6個，可選民族擁有獨特的兵種，如大和民族有日本武士，蒙古有鐵騎，印度有象兵，民族領袖是該民族的歷史名人或領袖，如中華人民共和國是毛澤東，法國的拿破崙，古希臘是亞曆山大大帝，各民族還有不同的特性和優勢科技。
遊戲時間從公元前3000年開始，每回合25年。遊戲開始時，玩家控制一支遷徙的民族，尋找一地建城。建城後，玩家可以調整城市稅收和下達各項指令，包括採集資源、征集軍隊、建設城市，發展科技等。城市人口超過兩萬人可以組織移民團，在外建設新城市，城市之間可以組建商路，玩家控制的城市數量每超過一定數量，需要研究政治體系以更好控制多個城市。玩家可以建造特殊建築「世界奇觀」，每款世界奇觀全世界只能有一座，而且每個都會給擁有的民族不同的增益效果。遊戲中軍事單位可以培養強化，同類型軍事單位能組成軍團，後期還能組建海陸空聯合部隊。軍隊對戰模式採用回合制，玩家只能在自己的回合中操控軍隊。

## 開發及發行
《中國貳》是中國系列第二部作品，由1995年發售的《中國》原開發團隊製作。貳碼科技總經理嚴餘金擔任製作人。前作舞台只限於中國，設計上有很多限制，而《中國貳》的舞台是世界，有更豐富的內容。除了地圖從中國地圖擴大成世界地圖，由於登場民族更為多樣化，民族發展早期的建築，開發團隊製作了東、西兩種建築風格，而民族進入工業時代，建築風格統一為現代建築。《中國貳》還增加了宗教系統，設計了道、佛、回、基督教四種宗教。
2002年6月20日 ，光譜資訊宣佈負責遊戲在兩岸三地的發行。遊戲原預定在同年8月推出，後推遲到9月發售。2002年10月，趨勢科技、新浪網和台灣網易投資建立的台竣資訊，與台灣網易重組成臺灣網竣。2003年5月27日，臺灣網竣宣佈獲得《中國貳》獨家代理，遊戲將重新在台灣各地3C門店和網吧上架，《中國貳》資料片預計在同年8月推出。資料片《聯合國之章》除了新地區、新可選民族等內容，還有遊戲編輯器。開發團隊聽取玩家反饋增減資料片內容，新增的六個可選民族由玩家投票選出，部分新兵種如空降部隊、正規步兵和M109自走炮是響應玩家熱情要求而新增。資料片後延期於10月9日發售，臺灣網竣在旗下網吧「Corner網路館」中和店舉行首發簽售會，製作人嚴餘金出席活動並分享遊戲製作內幕。遊戲發售後，貳碼科技也開放旗下FTP服务器，供玩家分享自製的地圖。

## 評價
《軟體世界》的評論員路易王稱讚該作「將國產（中華民國）策略遊戲的水平推到另一里程碑」，並將之與文明系列作對比。遊戲推出初期有不少小故障，不過仍然能讓人沉迷其中。同時，路易王批評遊戲的教學指引不足，遊戲沒有新手教學關卡，就算是熟悉回合制戰略遊戲的玩家都未必能即時上手。路易王還表示熟悉遊戲後，遊戲缺乏挑戰性，最難模式下，他在科技發展上能輕易領先電腦對手。軍隊對戰模式時，電腦對手也不懂集中兵力和使用陣型。

## 外部連結
- 官方网站（繁體中文）